# Стів Мартін
Стівен Гленн (Стів) Ма́ртін (англ. Stephen Glenn 'Steve' Martin; нар. 14 серпня 1945) — американський кіноактор, комік, письменник, сценарист, продюсер, музикант і композитор. Володар премії «Оскар» за видатні заслуги в кінематографі (2014), п'ятиразовий номінант на премію «Золотий глобус», семиразовий — на премію «Еммі» (одне нагородження) тощо.

## Біографія
Мартін народився в Вейко, штат Техас США, виріс в Південній Каліфорнії, де з ранніх років підробляючи в Діснейленді і Ноттс Беррі Фарм розважав відвідувачів різними фокусами і грою на банджо.
Слава прийшла, коли почав писати для The Smothers Brothers Comedy Hour, а згодом став частим гостем на шоу «Суботнього вечора в прямому ефірі». У 1970 Мартін почав виступати зі своїми незвичайними, абсурдними комічними сценками.
Освіту Стів Мартін здобув у Каліфорнійському державному університеті (в Лонг-Біч). Якийсь час актор навіть вивчав філософію. Досвід ранніх років та виступи в різних клубах як комічного актора розмовного жанру дозволили зрозуміти Мартіну, що саме комедія — справа всього його життя. Мартін домагається значних успіхів, два його комедійних альбоми «A Wild and Crazy Guy» та «Let's Get Small» отримують премію «Греммі».
У кіно Мартін дебютує одночасно як актор та сценарист у фільмі «Розсіяний офіціант» (1977). Крім того, в 1979 році він як актор і одночасно співавтор сценарію бере участь в роботі над фільмом «Придурок» (1979). У 1981 грає у комедії «Манна небесна» (1981) разом із Бернадетт Пітерс.
Одну з ролей він грає і в наступній картині, знятій за його сценарієм, — «Роксана» (1987). Ця картина приносить Стіву не тільки любов глядачів, але й нагороду від Гільдії сценаристів Америки за найкращий сценарій і премію від Лос-Анджелеської кіноасоціації критиків за найкращу роль. Крім усього іншого Мартін був ще й виконавчим продюсером картини.
У 1988 році на екрани виходить картина Френка Оза «Неприторенні шахраї» (іноді «Відчайдушні шахраї») з Мартіном у головній ролі, а в 1989 непогана родинна комедія «Батьки», в якій він працює на одному знімальному майданчику з Діаною Вест і Мері Стінбурген.
У 1991 році в прокат виходить картина «Лос-Анджелеська історія», в якій Мартін знов виступає одночасно як актор, сценарист та виконавчий продюсер. Протягом двох наступних років виходять ще три фільми з його участю: «Великий каньйон» (1991) та «Батько нареченої» (1991) і «Господарка дому» (1992), за ролі в двох останніх картинах актор отримує приз глядацьких симпатій.
За роль у другій частині гучної картини — «Батько нареченої 2» (1995) Стіва номінують на «Золотий Глобус». У 1999 разом з Едді Мерфі грає в картині Френка Оза «Боуфінгер — кльовий хлопець».
У 2001, 2003 і 2010 році вів церемонію нагородження премією «Оскар».
За останні кілька років невтомний актор написав шість сценаріїв і зіграв близько десятка ролей. Найпомітнішими прем'єрами за участю актора стали: «Секрет Джо Гулда» (2000), «Продавчиня» (2005) і «Ой, матінко» (2008). У 2007 був нагороджений премією імені Кеннеді. У 2013 році відзначений Премією «Оскар» за видатні заслуги у кінематографі.

## Творчість

### Фільмографія
| Рік  | Назва                                           | Оригінальна назва                     | Роль                                                        | Примітки                                                                |
| ---- | ----------------------------------------------- | ------------------------------------- | ----------------------------------------------------------- | ----------------------------------------------------------------------- |
| 1972 |                                                 | Another Nice Mess                     | Гіппі                                                       |                                                                         |
| 1977 | Розсіяний офіціант                              | The Absent-Minded Waiter              | Стівен                                                      | короткометражний фільм, сценарист                                       |
| 1978 | Оркестр клубу самотніх сердець сержанта Пеппера | Sgt. Pepper's Lonely Hearts Club Band | Д-р Максвелл Едісон                                         |                                                                         |
| 1979 | Діти в порядку                                  | The Kids Are Alright                  | Ральф Бейнс / Стів Мартін                                   |                                                                         |
| 1979 | Мапети                                          | The Muppet Movie                      | нахабний офіціант                                           |                                                                         |
| 1979 | Дурень                                          | The Jerk                              | Нейвін Джонсон                                              | сценарист                                                               |
| 1981 | Манна небесна                                   | Pennies from Heaven                   | Артур                                                       | номінація на «Золотий глобус»                                           |
| 1982 | Мертві спідниць не носять                       | Dead Men Don't Wear Plaid             | Рігбі Ріардон                                               | сценарист                                                               |
| 1983 | Людина з двома мозками                          | The Man with Two Brains               | лікар-нейрохірург Майкл Хвахрухер (Dr. Michael Hfuhruhurr)  | сценарист                                                               |
| 1984 | Самотній хлопець                                | The Lonely Guy                        | Ларрі Габбард                                               |                                                                         |
| 1984 | Моє друге я                                     | All of Me                             | Роджер Кобб                                                 | номінація на «Золотий глобус»                                           |
| 1985 | Товкачі і кидали                                | Movers & Shakers                      | Фабіо Лонджо                                                |                                                                         |
| 1986 | Троє амігос                                     | ¡Three Amigos!                        | Лакі Дей                                                    | сценарист, виконавчий продюсер                                          |
| 1986 | Крамничка жахів                                 | Little Shop of Horrors                | Orin Scrivello, DDS                                         |                                                                         |
| 1987 | Роксана                                         | Roxanne                               | пожежник Сі Ді Бейлз                                        | сценарист, виконавчий продюсер, номінація на «Золотий глобус»           |
| 1987 | Літаком, потягом та автомобілем                 | Planes, Trains & Automobiles          | Ніл Пейдж                                                   |                                                                         |
| 1988 | Неприторенні шахраї                             | Dirty Rotten Scoundrels               | Фреді Бенсон                                                |                                                                         |
| 1989 | Батьківство                                     | Parenthood                            | Гіл Бакман                                                  | номінація на «Золотий глобус»                                           |
| 1990 | Мої блакитні небеса                             | My Blue Heaven                        | Вінсент (Вінченцо, Вінні) Антонеллі                         |                                                                         |
| 1991 | Лос-Анджелеська історія                         | L.A. Story                            | Гарріс Телемахер                                            | сценарист, виконавчий продюсер                                          |
| 1991 | Батько нареченої                                | Father of the Bride                   | Джордж Бенкс                                                | номінація на премію «MTV Movie + TV»                                    |
| 1991 | Великий каньйон                                 | Grand Canyon                          | Девіс                                                       |                                                                         |
| 1992 | Господарка дому                                 | HouseSitter                           | Ньютон Девіс                                                |                                                                         |
| 1992 | Сила віри                                       | Leap of Faith                         | Колишній злочинець, мандрівний євангеліст Джонас Найтінгейл |                                                                         |
| 1993 | І група продовжувала грати                      | And the Band Played On                | Брат                                                        | телефільм                                                               |
| 1994 | Просто поворот долі                             | A Simple Twist of Fate                | Майкл Макканн                                               | сценарист, виконавчий продюсер                                          |
| 1994 | Абсолютно дурний                                | Mixed Nuts                            | Філіп                                                       |                                                                         |
| 1995 | Батько нареченої 2                              | Father of the Bride Part II           | Джордж Бенкс                                                | номінація на «Золотий глобус»                                           |
| 1996 | Сержант Білко                                   | Sgt. Bilko                            | Майстер-сержант Ернест Джі Білко                            |                                                                         |
| 1997 | Іспанський в'язень                              | The Spanish Prisoner                  | Джиммі Делл                                                 |                                                                         |
| 1998 | Сімпсони                                        | The Simpsons                          | Рей Паттерсон (голос)                                       | мультсеріал, 1 епізод                                                   |
| 1998 | Принц Єгипту                                    | The Prince of Egypt                   | Хотеп (голос)                                               | мультфільм                                                              |
| 1999 | Приїжджі                                        | The Out-of-Towners                    | Генрі Кларк                                                 |                                                                         |
| 1999 | Боуфінгер — кльовий хлопець                     | Bowfinger                             | Голлівудський режисер Боббі Боуфінгер                       | сценарист                                                               |
| 1999 | Фантазія-2000                                   | Fantasia 2000                         | конферансьє                                                 |                                                                         |
| 2000 | Секрет Джо Гулда                                | Joe Gould's Secret                    | Чарлі Дуелл                                                 |                                                                         |
| 2001 | Новокаїн                                        | Novocaine                             | Дантист Френк Санґстер                                      |                                                                         |
| 2003 | Дім шкереберть                                  | Bringing Down the House               | Пітер Сандерсонф                                            | номінація на премію «MTV Movie + TV»                                    |
| 2003 | Луні Тюнз: Знову в дії                          | Looney Tunes: Back in Action          | Пан Шерман                                                  |                                                                         |
| 2003 | Оптом дешевше                                   | Cheaper by the Dozen                  | Том Бейкер                                                  |                                                                         |
| 2004 | Джиміні Глік в Ля-ля-вуді                       | Jiminy Glick in Lalawood              | Стів Мартін                                                 |                                                                         |
| 2005 | Продавчиня                                      | Shopgirl                              | Рей Портер                                                  | автор роману та кіносценарію (номінація на премію «Супутник»), продюсер |
| 2005 | Оптом дешевше 2                                 | Cheaper by the Dozen 2                | Том Бейкер                                                  |                                                                         |
| 2006 | Рожева пантера                                  | The Pink Panther                      | Інспектор Жак Клузо                                         | сценарист                                                               |
| 2008 | Ой, матінко                                     | Baby Mama                             | Баррі                                                       |                                                                         |
| 2008 | 30 потрясінь                                    | 30 Rock                               | Гевін Волюр                                                 | серіал, 1 епізод, номінація на прайм-тайм премію «Еммі»                 |
| 2008 | Зрадник                                         | Traitor                               | —                                                           | сценарист, виконавчий продюсер                                          |
| 2009 | Рожева пантера 2                                | The Pink Panther 2                    | Інспектор Жак Клузо                                         | сценарист, номінація «Найгірший актор» на антипремію «Золота малина»    |
| 2009 | Як усе заплутано                                | It's Complicated                      | Адам Шаффер                                                 |                                                                         |
| 2010 | Заплутана історія                               | Tangled                               | Джеймс Італьяно джерело                                     | мультфільм                                                              |
| 2011 | Великий рік                                     | The Big Year                          | Стью Прейсслер                                              |                                                                         |
| 2015 | Нарешті вдома                                   | Home                                  | Капітан Смек (голос)                                        | мультфільм                                                              |
| 2015 | Любіть Куперів                                  | Love the Coopers                      | Реґз (голос)                                                |                                                                         |
| 2016 | Біллі Лінн: Довга перерва посеред бою           | Billy Lynn's Long Halftime Walk       | Норм                                                        |                                                                         |

### Телебачення
| Рік       | Назва                                                          | Оригінальна назва                                                                   | Роль                   | Примітки |
| --------- | -------------------------------------------------------------- | ----------------------------------------------------------------------------------- | ---------------------- | --- |
| 1967      |                                                                | Off to See the Wizard                                                               | Саймон Пирожник        | серіал, 1 епізод |
| 1968      |                                                                | The Summer Brothers Smothers Show                                                   | —                      | телешоу, сценарист (2 епізоди)                                                                                          |
| 1967—1969 |                                                                | The Smothers Brothers Comedy Hour                                                   | Середньовічний король  | телешоу, актор (1 епізод), сценарист (65 епізодів), номінація на прайм-тайм премію «Еммі»                               |
| 1970      |                                                                | Pat Paulsen's Half a Comedy Hour                                                    |                        | телешоу, сценарист (13 епізодів)                                                                                        |
| 1970      |                                                                | The Ray Stevens Show                                                                |                        | телешоу, сценарист (2 епізоди)                                                                                          |
| 1969—1972 |                                                                | The Glen Campbell Goodtime Hour                                                     |                        | телешоу, сценарист (20 епізодів)                                                                                        |
| 1972      |                                                                | The Ken Berry 'Wow' Show                                                            |                        | телешоу, актор (1 епізод), сценарист (4 епізоди)                                                                        |
| 1971—1974 |                                                                | The Sonny and Cher Comedy Hour                                                      | різні ролі             | телевізійне вар'єте-шоу, актор (12 епізодів), сценарист (37 епізодів), номінація на прайм-тайм премію «Еммі»            |
| 1974      |                                                                | The Funnier Side of Eastern Canada                                                  | —                      | спецвипуск, сценарист                                                                                                   |
| 1974      |                                                                | The Carol Burnett Show                                                              | офіціант               | телешоу, 1 епізод |
| 1975      |                                                                | Van Dyke and Company                                                                | —                      | спецвипуск, сценарист, номінація на прайм-тайм премію «Еммі»                                                            |
| 1975      |                                                                | Rocky Mountain Christmas                                                            | —                      | спецвипуск, сценарист                                                                                                   |
| 1976      |                                                                | Van Dyke and Company                                                                | —                      | серіал, сценарист (1 епізод)                                                                                            |
| 1976      |                                                                | On Location                                                                         | —                      | сценарист, 1 епізод |
| 1976      | Док                                                            | Doc                                                                                 | Браян Боґерт           | серіал, 1 епізод |
| 1977      |                                                                | Rolling Stone Magazine: The 10th Anniversary                                        | —                      | сценарист |
| 1978      |                                                                | Steve Martin: A Wild and Crazy Guy                                                  | —                      | спецвипуск, сценарист                                                                                                   |
| 1980      |                                                                | Steve Martin: Comedy Is Not Pretty                                                  | —                      | спецвипуск, сценарист                                                                                                   |
| 1980      |                                                                | All Commercials… A Steve Martin Special                                             | —                      | спецвипуск, сценарист                                                                                                   |
| 1981      |                                                                | Steve Martin's Best Show Ever                                                       | —                      | спецвипуск, сценарист                                                                                                   |
| 1982      |                                                                | Twilight Theater                                                                    | різні ролі             | телефільм, виконавчий продюсер                                                                                          |
| 1983      |                                                                | Twilight Theater II                                                                 | різні ролі             | телефільм, виконавчий продюсер                                                                                          |
| 1983      |                                                                | The Winds of Whoopie                                                                | —                      | телефільм, сценарист, виконавчий продюсер                                                                               |
| 1984      | Придурок, також                                                | The Jerk, Too                                                                       | —                      | телефільм, автор персонажів, виконавчий продюсер                                                                        |
| 1984      |                                                                | Homage to Steve                                                                     | —                      | телевізійний документальний фільм, сценарист, режисер (1 розділ)                                                        |
| 1984      |                                                                | Domestic Life                                                                       | Роджер Кобб            | автор (10 епізодів), виконавчий продюсер (10 епізодів)                                                                  |
| 1985—1986 |                                                                | George Burns Comedy Week                                                            | —                      | телешоу, сценарист (3 епізоди), виконавчий продюсер (13 епізодів), режисер (1 епізод)                                   |
| 1986      | Лео та Ліз у Беверлі-Гіллз                                     | Leo & Liz in Beverly Hills                                                          | —                      | автор; виконавчий продюсер (1 епізод), режисер (1 епізод)                                                               |
| 1987      | Шоу Трейсі Ульман                                              | The Tracey Ullman Show                                                              | Расті Деклер           | телевізійне скетч-шоу, 1 епізод                                                                                         |
| 1990      |                                                                | Paul Simon: Proof                                                                   | Стів Мартін            | короткометражне відео                                                                                                   |
| 1998      | Суботнього вечора в прямому ефірі: Найкраще зі Стівом Мартіном | Saturday Night Live: The Best of Steve Martin                                       | —                      | сценарист |
| 2001      | 73-тя церемонія нагородження «Оскаром»                         | The 73rd Annual Academy Awards                                                      | —                      | сценарист, номінація на прайм-тайм премію «Еммі»                                                                        |
| 2001      |                                                                | The Downer Channel                                                                  | —                      | серіал, сценарист (2 епізоди), виконавчий продюсер (2 епізоди)                                                          |
| 2001      | Чарівник Морто                                                 | Morto the Magician                                                                  | —                      | короткометражний фільм, сценарист                                                                                       |
| 2003      | 75-та церемонія нагородження «Оскаром»                         | The 75th Annual Academy Awards                                                      | —                      | сценарист |
| 2004      |                                                                | The Rutles 2: Can't Buy Me Lunch                                                    | Стів Мартін (інтерв'ю) | телефільм |
| 2005      |                                                                | The Scholar                                                                         | Рей Портер             | виконавчий продюсер (6 епізодів)                                                                                        |
| 2010      |                                                                | Just for Laughs                                                                     | —                      | сценарист (1 епізод) |
| 2010      | 82-га церемонія нагородження «Оскаром»                         | The 82nd Annual Academy Awards                                                      | —                      | сценарист, номінація на прайм-тайм премію «Еммі»                                                                        |
| 2011      |                                                                | Bluegrass Diva                                                                      | —                      | короткометражний фільм, сценарист                                                                                       |
| 2017      |                                                                | Caroline                                                                            | співак                 | короткометражне відео                                                                                                   |
| 2017—2018 |                                                                | Steve Martin and Martin Short: An Evening You Will Forget for the Rest of Your Life | —                      | спеціальні випуски телешоу, сценарист (1 епізод), виконавчий продюсер (1 епізод), номінація на прайм-тайм премію «Еммі» |
| 1990—2019 | Суботнього вечора в прямому ефірі                              | Saturday Night Live                                                                 | різні ролі             | телешоу, актор (5 випусків), виконавчий продюсер (1 випуск)                                                             |
| 2020      |                                                                | Cruel Shoes                                                                         | оповідач               | короткометражний фільм, сценарист                                                                                       |
| 2021—     | Вбивства в одній будівлі                                       | Only Murders in the Building                                                        | Чарльз-Гейден Севідж   | автор, сценарист і виконавчий продюсер                                                                                  |

### Дискографія

#### Альбоми
| Рік  | Альбом                                     |
| ---- | ------------------------------------------ |
| 1977 | Let's Get Small                            |
| 1978 | A Wild and Crazy Guy                       |
| 1979 | Comedy Is Not Pretty!                      |
| 1981 | The Steve Martin Brothers                  |
| 1986 | Little Shop of Horrors soundtrack          |
| 2009 | The Crow: New Songs for the 5-String Banjo |

#### Сингли
| Рік  | Сингл                |
| ---- | -------------------- |
| 1977 | «Grandmother's Song» |
| 1978 | «King Tut»           |
| 1979 | «Cruel Shoes»        |